# Березівка (Перекопський район)
Березі́вка (до 1945 року Смидович; крим. Berezivka) — село Перекопського району Автономної Республіки Крим. Розташоване на заході району.

## Історія
На околицях Березівки розкопані 2 кургани з похованнями доби бронзи. В одному з них знайдено половецьку кам'яну статую («бабу»). Поблизу Каштанівки виявлено скіфський курганний могильник.